# Brian Lloyd
Brian Lloyd, właśc. Charles Brian Murray Lloyd (ur. 11 marca 1927 w Richmond, zm. 19 lipca 1995 w Surrey) – brytyjski wioślarz, srebrny medalista olimpijski.
Kształcił się na Uniwersytecie w Sydney i St John’s College University of Cambridge. Trzykrotnie startował w The Boat Race, w latach 1949, 1950 i 1951 odnosił zwycięstwa. 
Wystąpił na igrzyskach olimpijskich w Londynie w 1948 roku, gdzie Brytyjczycy w składzie: Chris Barton, Michael Lapage, Guy Richardson, Paul Bircher, Paul Massey, Brian Lloyd, David Meyrick, Alfred Mellows i Jack Dearlove (sternik) wywalczyli srebrny medal w ósemkach. W finale o 10,2 sekundy przegrali z osadą Stanów Zjednoczonych, a o 3,4 sekundy wyprzedzili Norwegów. Na rozgrywanych cztery lata później igrzyskach olimpijskich w Helsinkach w tej samej konkurencji był czwarty. W wyścigu finałowych walkę o brązowy medal Brytyjczycy przegrali tam z Australią o 1,7 sekundy.
Ponadto zdobył brązowy medal w ósemkach na mistrzostwach Europy w Mediolanie (1950).
Po zakończeniu kariery był przedsiębiorcą i trenerem wioślarstwa na University of Cambridge.